# Tinea conferta
Tinea conferta is een vlinder uit de familie van de echte motten (Tineidae). De wetenschappelijke naam van de soort werd in 1914 gepubliceerd door Edward Meyrick.